# Сиро (Месина)
Сиро је насеље у Италији у округу Месина, региону Сицилија.
Према процени из 2011. у насељу је живело 70 становника. Насеље се налази на надморској висини од 129 м.